# Haunt Me, Haunt Me Do It Again
Haunt Me, Haunt Me Do It Again è l'album di debutto del musicista canadese Tim Hecker, pubblicato il 20 novembre 2001 per l'etichetta Substractif, una sotto etichetta di Alien8 Recordings. L'album mescola il glitch con le strutture e le melodie del post rock.
I suoni usati per l'album, come nei successivi lavori dell'artista, sono principalmente originati da un pianoforte, una chitarra e un laptop. 
Nel 2010 l'album è stato ripubblicato in CD e vinile. 

## Tracce
1. Music for Tundra, Part 1 – 5:13
2. Music for Tundra, Part 2 – 1:57
3. Music for Tundra, Part 3 – 0:39
4. Arctic Lover's Rock, Part 1 – 5:34
5. Arctic Lover's Rock, Part 2 – 0:56
6. The Work of Art in the Age of Cultural Overproduction – 7:35
7. October, Part 1 – 3:35
8. October, Part 2 – 1:08
9. Ghost Writing, Part 1 – 4:29
10. Ghost Writing, Part 2 – 1:20
11. City in Flames (In Three Parts), Part 1 – 2:58
12. City in Flames (In Three Parts), Part 2 – 2:46
13. City in Flames (In Three Parts), Part 3 – 0:54
14. Borderlines, Part 1 – 4:56
15. Borderlines, Part 2 – 0:21
16. Boreal Kiss, Part 1 – 3:28
17. Boreal Kiss, Part 2 – 0:32
18. Boreal Kiss, Part 3 – 1:59
19. Night Flight to Your Heart, Part 1 – 2:28
20. Night Flight to Your Heart, Part 2 – 1:02